# Pacifastacus leniusculus
Pacifastacus leniusculus là một loài tôm hùm đất của Bắc Mỹ. Người ta từng mang nó đến châu Âu vào thập niên 1960 để làm nguồn cung thay loài Astacus astacus, khi dịch tôm hùm đất đang hoành hành, nhưng nó lại trở thành vật mang mầm bệnh. P. leniusculus nay được xem là loài xâm lấn tại châu Âu và Nhật Bản, lấn lướt các loài bản địa tại đây.

## Mô tả

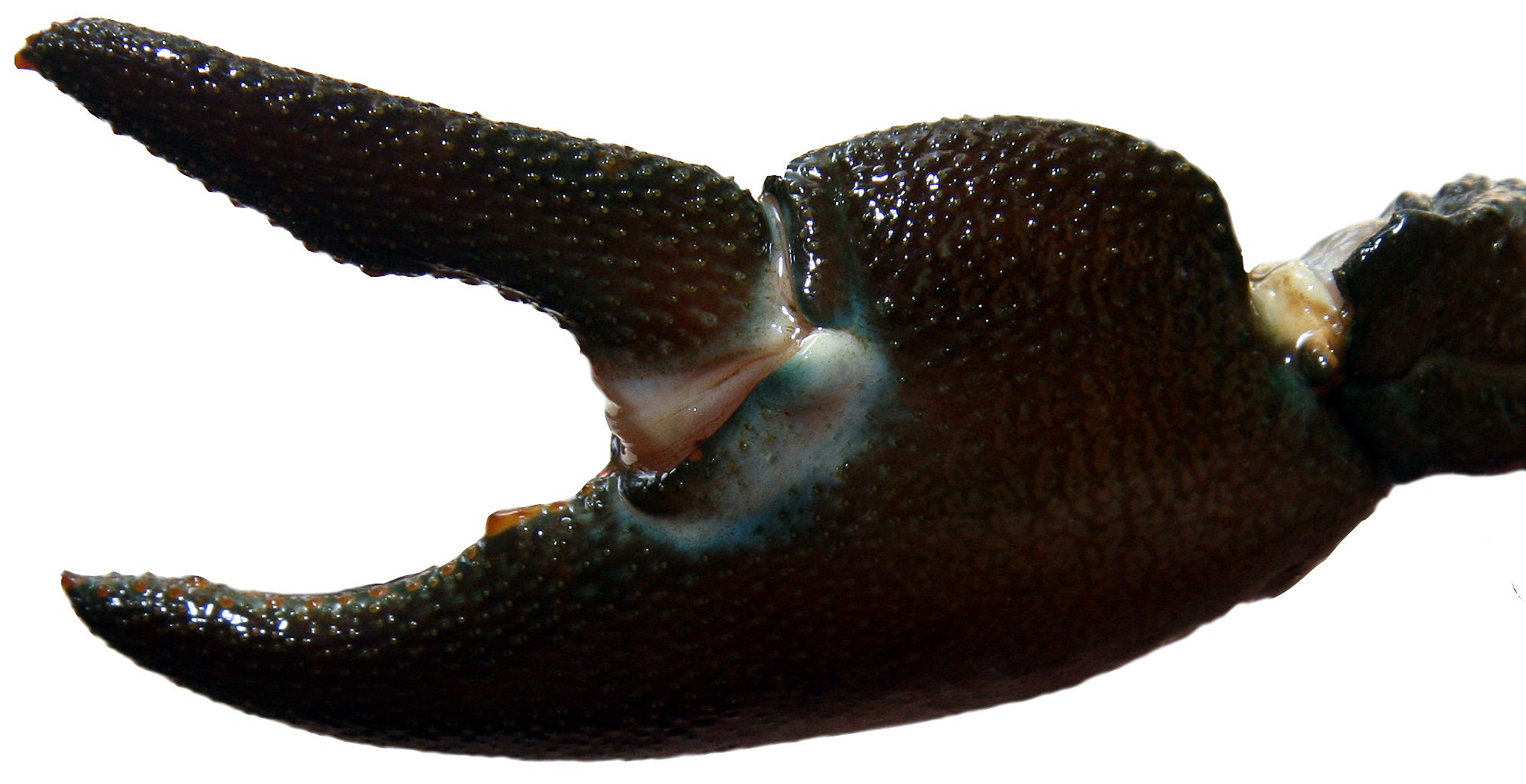
Càng của P. leniusculus.

Con trưởng thành thường dài 6–9 xentimét (2,4–3,5 in), dù đạt đến 16–20,32 cm (6,30–8,00 in) là điều có thể. Chúng có màu từ nâu xanh tới nâu đỏ với càng lớn và khỏe. Chúng có một mảng vá màu trắng hay xanh lá-lam cạnh khớp càng..
Vòng đời của loài này điển hình cho toàn họ Astacidae. Sau khi giao phối, con cái đẻ ra 200–400 trứng vào mùa thu và mang theo trứng trên phần đuôi cho đến khi chúng nở vào mùa xuân năm sau. Trứng nở ra những con non, mà sẽ trải qua ba lần lột xác trước khi rời mẹ. Chúng thành thục giới tính sau hai hoặc ba năm, và có tuổi thọ lên đến 20 năm.
Đây là động vật ăn tạp.

## Phân bố bản địa
P. leniusculus bản địa phần Bắc Mỹ phía tây của dãy núi Rocky, bao gồm tỉnh British Columbia của Canada, và các tiểu bang Hoa Kỳ Washington, Oregon, và Idaho. Nó được du nhập vào sông San Lorenzo, California năm 1912 và từ đó lan nhanh chóng ra toàn bang. Loài tôm hùm đất bản địa duy nhất của California là Pacifastacus fortis - đang bị lấn át bởi P. leniusculus. Tại Bắc Mỹ, chúng cũng đã được mang đến Nevada, và quần thể ở Utah cũng có thể là kết quả của tác động của con người. Chúng cũng được bắt gặp ở Alaska, nhất là đảo Kodiak, tại sông Buskin và hồ Buskin. IUCN xem đây là một loài ít quan tâm.

## Du nhập vào châu Âu

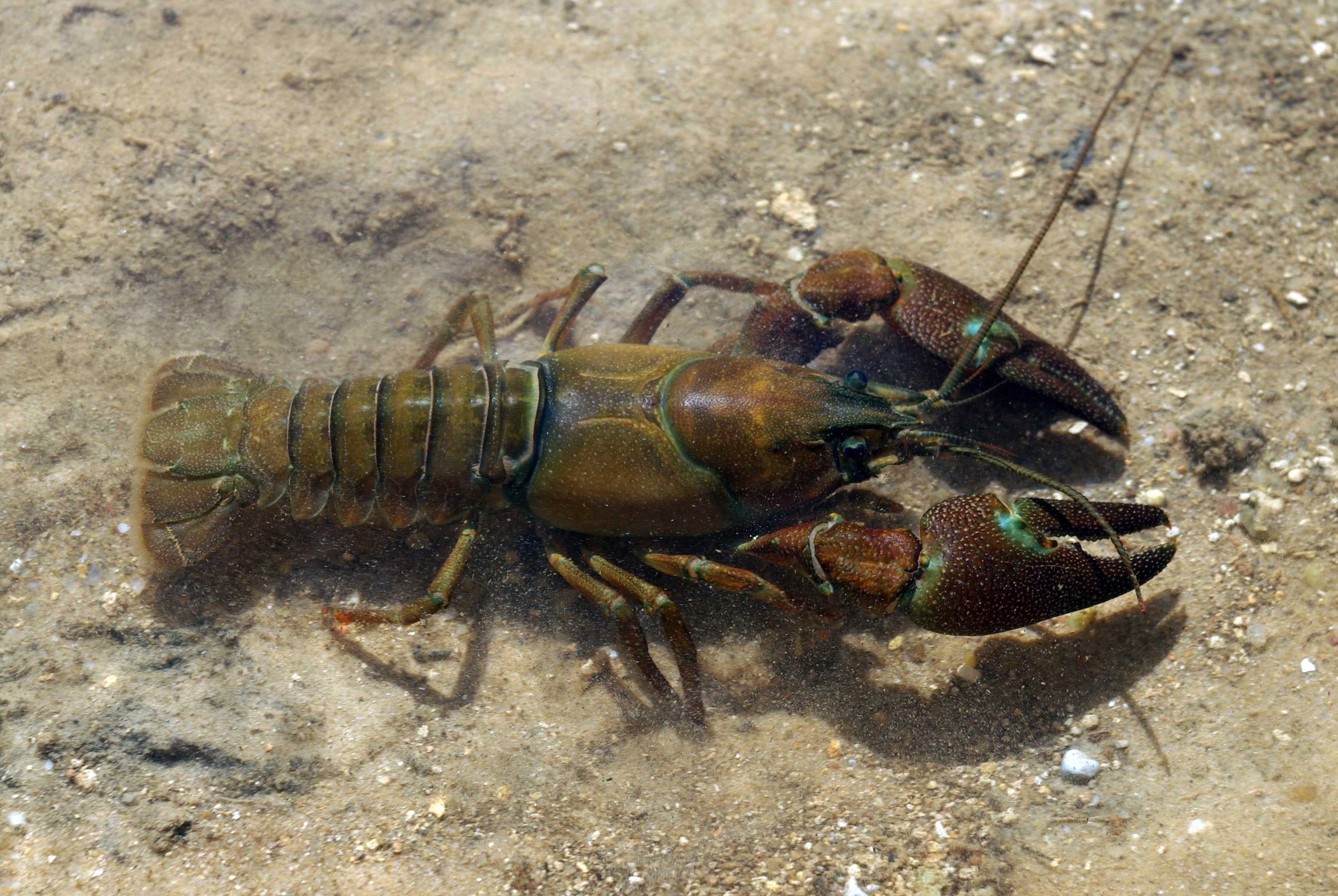
Một con P. leniusculus ở Tây Ban Nha.

Từ năm 1907, dịch tôm hùm đất, một bệnh dịch gây ra bởi mốc nước Aphanomyces astaci, đã gây thiệt hại cho loài tôm hùm đất bản địa Astacus astacus. Vì P. leniusculus có hốc sinh thái tương tự, chúng được mang đến Thụy Điển và Phần Lan để làm một loài thủy sản thương mại thay thế. Người ta chưa nhận ra vào thời điểm đó là loài này mang mầm bệnh. Tất cả các loài tôm hùm đất Bắc Mỹ đều mang mầm bệnh dịch tôm hùm đất, nhưng dịch này chỉ gây hại cho những cá thể yếu; với các loài châu Âu, bệnh này càng nhanh chóng lan ra.
P. leniusculus nay là loài tôm hùm đất ngoại lai phổ biến nhất châu Âu, xuất hiện ở 25 quốc gia, từ Phần Lan tới Vương quốc Liên hiệp Anh và từ Tây Ban Nha đến Hy Lạp. Chúng được mang đến đảo Anh vào năm 1976, và nay đã tràn đến tận Moray Firth. Chúng cũng xuất hiện ở đảo Man, nhưng chưa thấy ở Ireland.
Ở Thụy Điển và Phần Lan (nơi chúng bị đánh bắt làm thức ăn), sản lượng P. leniusculus đã vượt qua Astacus astacus và được bán với giá bằng khoảng một nửa so với A. astacus.